# قرار مجلس الأمن التابع للأمم المتحدة رقم 1453
قرار مجلس الأمن التابع للأمم المتحدة رقم 1453، المتخذ بالإجماع في 24 كانون الأول / ديسمبر 2002، بعد إعادة التأكيد على جميع القرارات المتعلقة بالحالة في أفغانستان، أيد المجلس «إعلان كابول بشأن علاقات حسن الجوار» الموقع من قبل الحكومة الأفغانية وست دول مجاورة في 22 كانون الأول / ديسمبر 2002.
وأكد مجلس الأمن من جديد التزامه بسيادة أفغانستان وسلامة أراضيها واستقلالها ووحدتها، واعترف بالإدارة الانتقالية كحكومة شرعية حتى الانتخابات المقررة في عام 2004. وشدد أيضا على دعمها لتنفيذ اتفاق بون وتقديم المساعدة للإدارة الانتقالية.
رحب القرار بتوقيع إعلان كابول حول علاقات حسن الجوار بين أفغانستان والصين وإيران وباكستان وطاجيكستان وتركمانستان وأوزبكستان، ودعا جميع الدول إلى احترام وتنفيذ الاتفاقية. وأخيراً، طُلب من الأمين العام كوفي عنان الإبلاغ عن تنفيذ الاتفاق في تقاريره عن أفغانستان.
أكد إعلان كابول حول علاقات حسن الجوار على رفاهية الشعب الأفغاني، والسلام والاستقرار الإقليميين، والالتزام بهزيمة الإرهاب والتطرف وتجارة المخدرات غير المشروعة، وعدم التدخل في الشؤون الداخلية لبعضهما البعض.

## روابط خارجية
- نص القرار في undocs.org
- نص إعلان كابول، صانع السلام التابع للأمم المتحدة
- نص اتفاق بون 2001، صانع السلام التابع للأمم المتحدة
- نص جميع إعلانات السلام لأفغانستان، صانع السلام التابع للأمم المتحدة